# الاتحاد السعودي للتنس
الاتحاد السعودي للتنس هو الجهة الراعية لرياضة التنس في المملكة العربية السعودية. يرأس الاتحاد أريج مطبقاني، وتشرف عليه وزارة الرياضة. تأسس كجزء من الاتحاد السعودي لكرة الطاولة في عام 1966، بمسمى ”الاتحاد السعودي لكرة المضرب“، ثم استقل عنها في عام 1992، وتم تغيير مسماه إلى الاتحاد السعودي للتنس في عام 2000. استضاف الاتحاد عدة بطولات عربية وخليجية وعالمية وكان آخرها في عام 2018 حيث استضاف 3 بطولات آسيوية في الرياض والدمام وجدة.

## تاريخ
- أعلن الاتحاد السعودي للتنس في 16 يناير 2024 عن شراكة جديدة مع النجم الإسباني رافايل نادال أصبح بموجبها سفيرًا للاتحاد المحلي بهدف تشجيع الجيل الجديد ونشر ثقافة رياضة كرة التنس وتطويرها في المملكة العربية السعودية.[4]
- أعلن اتحاد لاعبات التنس المحترفات في 4 أبريل 2024 إن البطولة الختامية لموسم السيدات ستقام في العاصمة السعودية الرياض في الفترة من 2024 إلى 2026 وصرح وزير الرياضة السعودي الأمير عبدالعزيز بن تركي الفيصل لوكالة رويترز "إن إقامة بطولة للسيدات بهذا الحجم والمكانة هي لحظة حاسمة للتنس في السعودية، البطولة الختامية لموسم تنس السيدات تمتلك القدرة على الإلهام إلى ما هو أبعد من هذه الرياضة بخاصة لفتيات ولسيدات المملكة".[5]